# Sápony
Sápony (szlovákul: Šapinec) Kerekrét község része, egykor önálló falu Szlovákiában, az Eperjesi kerület Felsővízközi járásában.

## Fekvése
Felsővízköztől 20 km-re délre fekszik.

## Története
A régészeti leletek tanúsága szerint területén már a kőkorszakban éltek emberek.
A falu a 16. században ruszin pásztorok betelepítésével keletkezett. 1567-ben „Sapynecz” néven említik először, a makovicai uradalomhoz tartozott. Lakói állattartással, fuvarozással foglalkoztak. Görögkatolikus temploma 1734-ben épült, anyakönyveit 1752-től vezetik. 1787-ben 24 házában 168 lakos élt.
A 18. század végén Vályi András így ír róla: „SAPINECZ. Orosz falu Sáros Várm. földes Ura Potornyai Uraság, lakosai ó hitüek, fekszik a’ Makovitzai Uradalomban; határja meglehetős, fája, legelője van.”
1828-ban 23 háza volt 215 lakossal. A 19. század közepétől sok lakója kivándorolt.
Fényes Elek 1851-ben kiadott geográfiai szótárában így ír a faluról: „Sapinecz, orosz falu, Sáros vmegyében, Radoma fiókja: 3 r., 210 g. kath. lak. Gör. anyaszentegyház. F. u. Szirmay János. Ut. posta Bartfa, 2 óra.”
1880-ban Rajner Vilmos volt a templom kegyura. 1910-ben 137, túlnyomórészt ruszin lakosa volt. 1920 előtt Sáros vármegye Girálti járásához tartozott.
1965-ben csatolták Kerekréthez.

## Nevezetességei
Szent Kozma és Damján tiszteletére szentelt görögkatolikus temploma 1734-ben épült, 1910-ben átépítették.

## Híres emberek
- ifj. Vaskovics Antal (1869-1943)[3] Görögkatolikus pap, püspöki helynök. A trianoni békeszerződés után Eperjestől elszakadt 20 parókia püspöki helynöke a Miskolci  Apostoli Exarchátus felállításáig.